# 南司州
南司州，中国古代的州。
- 南朝梁天监七年（508年）置南司州。治所在安陆县（今湖北安陆市）。辖境约今湖北省随州市、广水市一带。《太平寰宇记》卷132安州：“梁天监七年于此置南司州。后废州复为安陆县。”不久即废。南朝陈又复置，后又废。
- 东魏武定七年（549年）改北司州置南司州，治所在义阳郡平阳县（今河南信阳市南）。辖境相当今河南省信阳市和湖北省应山县一带。北周改为申州。
- 北齐置南司州，治所在今湖北黄陂县东。南朝陈改置司州。北周废除。